# Vestvågøya (wyspa)
Vestvågøya – dwunasta co do wielkości wyspa Norwegii, leżąca w archipelagu Lofoty na Morzu Norweskim. Najwyższym punktem jest szczyt Himmeltindan (964 m n.p.m.). Administracyjnie należy do okręgu Nordland. Centrum administracyjnym wyspy jest miasto Leknes liczące 2 715 mieszkańców (I 2012).